# Dream Express
Dream Express war eine belgische Popgruppe der 1970er Jahre. Sie bestand aus den drei Schwestern Stella, Patricia und Bianca Maessen sowie Luc Smets und vertrat Belgien beim Eurovision Song Contest 1977.

## Geschichte
Die niederländischen Schwestern Stella, Bianca und Patricia Maessen hatten in ihrem Heimatland bereits als Hearts of Soul Erfolge gefeiert. 1972 zogen sie nach Belgien und die Gruppe löste sich auf. 1975 gründeten sie mit Biancas Ehemann Luc Smets, der mit der Band Pebbles Erfolg hatte, Dream Express. Mit dem gleichnamigen Titel Dream Express erreichten sie 1976 Platz zwei in den flämischen Verkaufscharts. 1977 nahmen sie als eine von drei Gruppen am belgischen Vorentscheid zum Eurovision Song Contest teil, der vom flämischen Fernsehsender BRT unter dem Titel Eurosong veranstaltet wurde. In zwei Vorrunden wurde zunächst aus den drei Titeln Sold It for a Song, Spinning Top und A Million in 1, 2, 3 letzterer für die Finalrunde bestimmt, in der Dream Express die Vorauswahl gegen die beiden anderen Gruppen gewannen. Beim Eurovision Song Contest 1977 in London erhielten sie 69 Punkte und erreichten damit den siebten Platz unter 18 Teilnehmern. A Million in 1, 2, 3 wurde komplett auf Englisch vorgetragen, obwohl die Wettbewerbsregeln eigentlich nur Beiträge in den jeweiligen Landessprachen zuließen. Dream Express erhielten aber, wie die deutschen Vertreter Silver Convention eine Ausnahmegenehmigung, da die Vorentscheidung bereits vor der Regeländerung stattgefunden hatte. A Million in 1, 2, 3 war ein Nummer-eins-Hit in Belgien und war bis 2010 (Tom Dice erreichte den 6. Platz) der letzte Wettbewerbsbeitrag des in jedem zweiten Jahr zuständigen flämischen Fernsehsenders, der sich unter den ersten zehn platzieren konnte. 1979 löste sich die Gruppe nach dem Ausscheiden Patricia Maessens auf.

## Nach der Trennung
Stella und Patricia Maessen sowie Luc Smets veröffentlichten noch 1979 unter dem Namen „LBS“ die Single Uncle Jim. Stella war als Solokünstlerin erfolgreich und vertrat unter anderem Belgien beim Eurovision Song Contest 1982 in Harrogate, wo sie den vierten Platz belegte. Bianca veröffentlichte in den 1980er und 1990er Jahren einige Singles. Patricia war Backgroundsängerin für Sandra Kim beim Eurovision Song Contest 1986 und für Plastic Bertrand beim ESC 1987. Sie starb am 15. Mai 1996 im Alter von 44 Jahren.

## Diskografie

### Alben
- 1977: A Million in 1,2,3

### Singles
- 1976: Like Mozart Said
- 1976: Dream Express
- 1977: A Million in 1,2,3